# Narew
Pour la gmina rurale, voir Narew (gmina).
La Narew (de son nom polonais ; en lituanien : Naura ; en biélorusse : Нараў, Naraw ; en ukrainien : Нарва, Narva ; en russe : Нарев, Narev) est une rivière de l'Ouest de la Biélorussie et du Nord-Est de la Pologne, qui est un affluent droit de la Vistule.

## Géographie

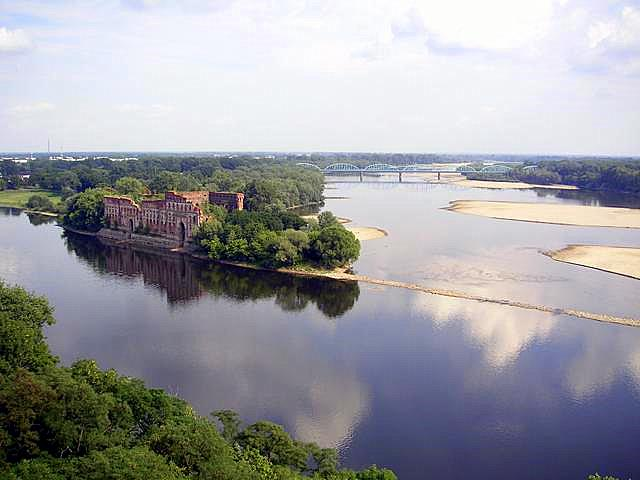
Confluence de la Narew et de la Vistule à Modlin.

La Narew prend sa source en Biélorussie et se jette dans la Vistule à Modlin, près de Nowy Dwór Mazowiecki. Son principal affluent est le Boug.
Avec une longueur de 484 km (dont 36 km en Biélorussie et 448 km en Pologne), c'est le cinquième plus long cours d'eau de Pologne, derrière le Boug. Son bassin hydrographique a une superficie de 75 175 km2 (dont 53 873 km2 en Pologne).

## Étymologie
Son nom a peut-être une origine indo-européenne, ou plus ancienne encore (pré-indo-européenne). La racine *nar/ner signifierait eau (voir aussi Narva, Neretva, Nur, Néris et la racine basque * narb- dans Narbonne, Narp, Narvarte).

## Histoire
Le 6 septembre 1939, l'armée polonaise a tenté d'établir une ligne de défense sur la Narew pour arrêter les forces d'invasion allemandes. Devant la rapidité de la progression allemande, l'armée polonaise a dû abandonner la Narew le lendemain pour se replier sur le Boug.

## Localités traversées
De l'amont vers l'aval.
- Suraż
- Łapy
- Tykocin
- Wizna
- Łomża
- Nowogród
- Ostrołęka
- Różan
- Pułtusk
- Serock
- Nowy Dwór Mazowiecki
- Modlin

## Principaux affluents
De l'amont vers l'aval (rive gauche : G ; rive droite : D).
- Narewka (G)
- Orlanka (en) (G)
- Supraśl (D)
- Ślina (G)
- Biebrza (D)
- Gać (G)
- Pisa (D)
- Ruż (G)
- Szkwa (D)
- Rozoga (D)
- Omulew (D)
- Orz (G)
- Orzyc (D)
- Boug (G)
- Wkra (D)

## Aménagements et écologie
La Narew traverse la forêt de Białowieża, la plus ancienne forêt primaire d'Europe, formée il y a dix mille ans lors de la dernière période glaciaire et restée à l'écart de la plupart des influences humaines.